# Bente Clod
Bente Clod (født 7. marts 1946) er en dansk forfatter og skrivelærer. Hun debuterede i 1976 med bogen "Det Autoriserede Danske Samleje og andre nærkampe".
Bente Clod er uddannet pædagog og har undervist børn og unge i musik og bevægelse, blandt andet på Statens Skole for Døve.
Hendes debutroman Brud, portræt af en udvikling fra 1977 beskriver en forelskelse i en kvinde og gryende kvindebevidsthed. I 1975 vandt Bente Clod andenprisen i Politikens kronikkonkurrence i anledning af FN's Kvindeår. Kronikken om Det Autoriserede Danske Samleje fik flere reaktioner, end nogen anden kronik havde fået de forudgående 10 år. Debut på Gyldendal 1976 med Det Autoriserede Danske Samleje og andre Nærkampe. Antologien Kvinder må aldrig mere tabe hinanden af syne med om og af kvinder over hele verden udkom på forlaget Forum i 1977.
I 1981 fik hun på Gyldendal udgivet digtsamlingen Imellem Os, der blev indstillet til Nordisk Råds Litteraturpris.
Bente Clod er uddannet lærer i Gøsselgymnastik og har taget filmmanuskriptuddannelsen på Den Danske Filmskole 1979-81. Hun er også foredragsholder og har været skrivelærer i Danmark, Norge og Sverige. Gennem en årrække forestod hun en efteruddannelse for nordiske skrivelærere. Hun har oversat den amerikanske digter Emily Dickinson (1830-1886) i bogen PÅ MIN VULKAN, der indeholder en fyldig introduktion og 142 oversatte digte på dansk og engelsk.
Efter at have skrevet 19 såkaldt voksenbøger udkom hendes ungdomsroman Englekraft i 2000, og senere fulgte I vilden sky og Himmelfald og flere andre ungdomsromaner, Body Effex og Body Tactics. I alt har Bente Clod udgivet 27 bøger, heraf to bøger om at skrive, Skriv en film og Skriv - en bog om at skrive. Clods forfatterskab fokuserer på at synliggøre pige- og kvindeliv, ofte med kroppen som udgangspunkt. I BODY EFFEX (2008) vil 17-årige Ursula være make up artist, og opdager, at hun er forelsket i sin bedste veninde. Begge dele fører hende til en bodypaint-konkurrence i London. I PIXI PERFEKT (2012) kæmper 17-årige Pixi for at spare sammen til kosmetiske operationer, først og fremmest mellem benene. Det ser helt forkert ud dernede, mener Pixi. Bente Clod har skrevet en del artikler om intimoperationer blandt unge piger, denne dyre form for selvmutilering, der har en paradoksal parallel i de gamle omskæringsritualer, som vesten fordømmer (se www.clod.dk). I 2016 udkom et genoptryk af Bente Clods gendigtning af Dickinsons lyrik På min vulkan samt en ny samling erotiske noveller, Kyssekraft, hvor temaerne er den anderledes kærlighed og den svære og frustrerende kærlighed på trods af normer. Næste projekt er en bog om Emily Dickinson – liv, digt og myte.  

## Priser og legater
Bente Clod har flere gange modtaget engangsydelser fra Statens Kunstfond. Derudover har hun også fået tildelt flere legater og priser:
- 1982: Edith Rode Legatet, Kate Fleron legatet
- 1983: Statens Kunstfond. 3-årigt stipendium
- 1984: Gyldendals boglegat
- 2003: Kulturministeriets Børnebogspris for Englekraft-trilogien
- 2004: Statens Kunstråd. Biblioteksafgiftspuljen
- 2009: Ragna Sidéns hæderslegat til kvindelige forfattere.

## Ekstern henvisning
- Bente Clod i Kvinfos ekspertdatabase
- Officiel hjemmeside

www.litteratursiden.dk www.blaabog.dk